# Catharina Thorenberg
Catharina Margareta Thorenberg, även kallad Katariina Torenberg-Annell, född 1787, död 1866, var en finländsk violinist, Finlands första kvinnliga violinist. Hon var syster till Johannes Thorenberg.
Hon var dotter till orgelmästaren Carl Thorenberg. Hon var student hos Eric Ferling och debuterade i Åbo 1802, där hon höll flera konserter och uppmärksammades för sin begåvning. Hon bosatte sig 1805 i Sverige, där hon gifte sig med kyrkoherde Johan Annell i Strängnäs och upphörde med sin musik eftersom den tidens könsnorm inte ansåg det passande för en gift kvinna i hennes ställning att uppträda offentligt. 